# Посадниця
Посадниця (рос. Посадница) — присілок у Волховському районі Ленінградської області Російської Федерації.
Населення становить 87 осіб. Належить до муніципального утворення Колчановське сільське поселення.

## Історія
Згідно із законом № 56-оз від 6 вересня 2004 року належить до муніципального утворення Колчановське сільське поселення.

## Населення
| 1838 | 1862 | 1997 | 2007 | 2010 | 2013 | 2017 |
| ---- | ---- | ---- | ---- | ---- | ---- | ---- |
| 22   | ↗113 | ↘84  | ↘77  | ↗84  | ↗101 | ↘87  |